# 魏森施塔特
魏森施塔特（德語：Weißenstadt，發音：[ˈvaɪsn̩ˌʃtat] ⓘ）是德国巴伐利亚州上弗兰肯行政区菲希特尔山区文西德尔县的城市，总面积42.23平方千米，2023年12月31日总人口为3,031人。